# Richmond (Ohio)
Richmond és una vila dels Estats Units a l'estat d'Ohio. Segons el cens del 2000 tenia 471 habitants.

## Demografia
Segons el cens del 2000, Richmond tenia 471 habitants, 196 habitatges, i 147 famílies. La densitat de població era de 343,1 habitants/km².
Dels 196 habitatges en un 27,6% hi vivien nens de menys de 18 anys, en un 59,7% hi vivien parelles casades, en un 10,7% dones solteres, i en un 25% no eren unitats familiars. En el 24% dels habitatges hi vivien persones soles el 12,8% de les quals corresponia a persones de 65 anys o més que vivien soles. El nombre mitjà de persones vivint en cada habitatge era de 2,40 i el nombre mitjà de persones que vivien en cada família era de 2,82.
Per edats la població es repartia de la següent manera: un 20,6% tenia menys de 18 anys, un 5,5% entre 18 i 24, un 28,7% entre 25 i 44, un 25,3% de 45 a 60 i un 20% 65 anys o més.
L'edat mediana era de 42 anys. Per cada 100 dones de 18 o més anys hi havia 79,8 homes.
La renda mediana per habitatge era de 29.659 $ i la renda mediana per família de 35.500 $. Els homes tenien una renda mediana de 32.969 $ mentre que les dones 14.375 $. La renda per capita de la població era de 13.764 $. Aproximadament el 9,5% de les famílies i l'11% de la població estaven per davall del llindar de pobresa.

## Poblacions properes
El següent diagrama mostra les poblacions més properes.